# Ectyphus flavidorsalis
Ectyphus flavidorsalis är en tvåvingeart som beskrevs av Hesse 1969. Ectyphus flavidorsalis ingår i släktet Ectyphus och familjen Mydidae. Inga underarter finns listade i Catalogue of Life.